# Fulton (Texas)
Fulton es un pueblo ubicado en el condado de Aransas en el estado estadounidense de Texas. En el Censo de 2010 tenía una población de 1.358 habitantes y una densidad poblacional de 213,4 personas por km².

## Geografía
Fulton se encuentra ubicado en las coordenadas 28°4′22″N 97°2′19″O / 28.07278, -97.03861. Según la Oficina del Censo de los Estados Unidos, Fulton tiene una superficie total de 6.36 km², de la cual 3.64 km² corresponden a tierra firme y (42.78%) 2.72 km² es agua.

## Demografía
Según el censo de 2010, había 1.358 personas residiendo en Fulton. La densidad de población era de 213,4 hab./km². De los 1.358 habitantes, Fulton estaba compuesto por el 83.06% blancos, el 1.47% eran afroamericanos, el 0.66% eran amerindios, el 5.6% eran asiáticos, el 0.07% eran isleños del Pacífico, el 6.41% eran de otras razas y el 2.72% pertenecían a dos o más razas. Del total de la población el 15.32% eran hispanos o latinos de cualquier raza.